# Elina Duni
Elina Duni (ur. 10 marca 1981 w Tiranie) – szwajcarska piosenkarka jazzowa pochodzenia albańskiego.

## Życiorys
Córka pisarki Bessy Myftiu i aktora Spiro Duniego. W wieku 5 lat rozpoczęła naukę gry na skrzypcach. W latach 1986–1991 występowała na festiwalach piosenki dziecięcej, organizowanych przez telewizję albańską. W 1992 wraz z matką wyjechała z kraju i osiadła w Genewie. W latach 2004–2008 studiowała na wydziale śpiewu i kompozycji w Hochschule der Künste w Bernie. W czasie studiów założyła zespół Elina Duni Quartet (wspólnie z Colinem Vallonem, Bänzem Oesterem i Norbertem Pfammatterem). Grupa wykonywała utwory łączące jazz z rytmami bałkańskimi. W 2008 ukazał się pierwszy album kwartetu Eliny Duni – Baresha, wydany przez Meta Records. W lutym 2010 ta sama wytwórnia wydała drugi album artystki Lume, Lume. Album Matane Malit, wydany w 2012 przez ECM Records stanowi hołd złożony przez wokalistkę jej rodzinnej Albanii. W 2017 została laureatką nagrody Swiss Music Prize.
Mieszka w Bernie.

## Dyskografia

### Albumy
- 2008: Baresha
- 2010: Lume, Lume
- 2012: Matanë Malit
- 2014: Muza e Zezë
- 2015: Dallëndyshe
- 2018: Partir
- 2019: Aksham
- 2020: Lost Ships
- 2023: A Time to Remember (wspólnie z Robem Luftem)